# Музыкальные игры (фильм)
Музыкальные игры — фильм, снятый в 1989 году Виталием Аксеновым.

## Сюжет
Сюжет фильма представляет собой фантастику, рассказывающую о путешествии и погонь инопланетных шпионов и известных артистов.

## В ролях
| Актёр                   | Роль               |
| ----------------------- | ------------------ |
| Игорь Корнелюк          | Играет самого себя |
| Ян Смелянский           | Инопланетянин      |
| Григорий Трагуот        | Инопланетянин      |
| Анатолий Сливников      | Инопланетянин      |
| Евгений Тиличеев        | Инопланетянин      |
| Леонид Тихомиров        | Инопланетянин      |
| Александр Петров (VIII) | Инопланетянин      |
| Семён Фурман            | Инопланетянин      |
| Геннадий Ткаченко-Папиж | Лысый              |
| Татьяна Колесникова     | Ма и Ша            |
| Алёна Багрецова         | Алёнушка           |
| Алексей Вишня           | Иванушка           |
| Эдита Пьеха             | Играет саму себя   |
| Борис Штоколов          | Играет самого себя |
| Ольга Домущу            | Камео              |
| Вячеслав Цой            | Играет самого себя |

## Источник
- Музыкальные игры // Домашняя синематека. Отечественное кино (1918-1996) / Сергей Землянухин, Мирослава Сегида — М.: Дубль-Д, 1996 — с. 261 — 520 с. — ISBN 5-90090-205-6